# Aldo Vecchini
Aldo Vecchini (Ancona, 11 febbraio 1884 – Roma, 25 gennaio 1946) è stato un avvocato, militare e politico italiano, console della Milizia Volontaria per la Sicurezza Nazionale (MVSN) ed ufficiale superiore dell'esercito.

## Biografia
Figlio del noto avvocato Arturo Vecchini, fu membro della Camera dei deputati nella XXIX legislatura del Regno d'Italia e consigliere nazionale per la Camera dei fasci e delle corporazioni nella XXX legislatura del Regno d'Italia.
Tra il 1934 ed il 1943 ricoprì la carica di segretario generale del sindacato fascista avvocati e procuratori.
Nel 1944 fu chiamato a presiedere il tribunale speciale per la difesa dello stato che condannò a morte Galeazzo Ciano e gli altri ex gerarchi fascisti che avevano votato l'Ordine del giorno di Dino Grandi.